# Loa (Utah)
Loa è una città degli Stati Uniti d'America, situata nello Stato dello Utah, nella Contea di Wayne, della quale è anche il capoluogo.